# Max Halbe
Max Halbe, född den 4 oktober 1865 i Güttland nära Danzig, död den 30 november 1944 i Neuötting, var en tysk författare.
Halbe, son till en godsägare, studerade i Heidelberg, Berlin och München 1883–1888, blev filosofie doktor, framträdde 1889 som författare av skådespel, av vilka dock de första inte nådde fram till scenen. Till en början närmast en lärjunge av Henrik Ibsen och Gerhart Hauptmann, vann Halbe emellertid en självständig ställning genom sitt drama Jugend (1893, 14:e upplagan 1904; "Ungdom"), som vann utomordentlig framgång vid sitt första uppförande och som snart gjorde runden över hela Tyskland och Norden; särskilt tilltalade styckets äkta, naturvarma framställning av den första uppvaknande kärlekens fröjder och sorger och den väl funna lokaltonen från författarens västpreussiska hembygd, liksom en viss omedelbar poesi skilde stycket från den eljest något dystra naturalismens verk. 
Bland hans följande arbeten märks Mutter Erde (1897; femte upplagan 1903), törhända Halbes bästa alster, ett skådespel, i vilket motsatsen mellan huvudstadslivets bildning och det lantliga fädernehemmets traditioner för till en tragisk utgång. Likartade konflikter mellan det lugna, fredliga hemlivet och den passionerade längtan efter en friare, obunden värld framträder i tragedin Die Heimatlosen (1899) med en egendomlig stämning av hemlösheten i en storstads pensionatsliv; Hans Rosenhagen (1901) ger en skildring av en gammal godsägarfamiljs bittra strid mot traktens självägande bönder, utmynnande i de två sista representanternas strid på liv och död, just då försoning yppats. 
Flera av Halbes senare dramer, särskilt de, i vilka han lämnar den realistiska samtidsskildringen, gjorde föga lycka, varemot Der Strom (1904; "Floden"), en familjehistoria om tre bröders kärlek till samma kvinna med dess något symboliska stämning, vann mycken framgång på scenen. Halbe författade även en naturalistisk novell av mycken kraft, Frau Meseck (1897). Halbe grundade 1895 en "intim teater" för dramatiska experiment i München och var 1899 medgrundare av Volksbühne i München, där han var bosatt. 
Halbe författade vidare för scenen komedin Die Insel der Seligen (1906), dramat Das wahre Gesicht (1907), lustspelet Blaue Berge (1909), skådespelen Der Ring des Gauklers, Freiheit (1913) och Schloss Zeitvorbei (1918) samt tragedin Hortense Ruland (1920), utan att likväl återfå sin starka ställning på den tyska teatern från 1890-talet. Han skrev även novellistik: Ein Meteor (1900), Der Ring des Lebens (1910) och framför allt romanen Der Tat des Heinrich Stobäus (1911) väckte åtskillig uppmärksamhet. Halbes Gesammelte Werke började utges 1917.